# 赤堀大智
赤堀 大智（あかほり だいち、1987年4月13日 - ）は、静岡県掛川市出身の元プロ野球選手（外野手）。

## 経歴

### プロ入り前
掛川西高校時代は、投手として2年時の夏からエースを務めるかたわら、中軸打者として通算22本塁打を記録。しかし、3年時の夏に全国大会静岡県予選の準決勝で静清工業高に敗れるなど、在学中には春夏とも阪神甲子園球場で開催の全国大会に出場できなかった。
2006年、立正大学に進学後、野手に転向したが1年春のリーグ戦にはベンチ登録から外れた。2007年、2年春から外野手のレギュラーに起用され、チームは東都大学の2部リーグで優勝。さらに、1部最下位校専修大学との入れ替え戦を制したことで1部リーグへの昇格を果たした。2009年、同期の小石博孝投手らと共に4年秋にチーム創部61年目にして初の1部リーグ優勝を達成。自身も亜大1年東浜巨投手から特大の左越え本塁打を放つ。続く第40回明治神宮野球大会でも初出場初優勝を達成した。1部通算60試合207打数39安打14打点3本塁打5盗塁、打率.242。
大学4年時にプロ志望届を提出したが、2009年のプロ野球ドラフト会議でどの球団からも指名されなかったことから、卒業後に社会人野球のセガサミーに入団。セガサミーでは、1年目から公式戦に起用された。2年目から主力として活躍すると、同年には第82回都市対抗野球大会にも出場した。
プロ野球ドラフト会議で横浜DeNAベイスターズから4巡目指名を受け、入団へ至った。背番号は31。担当スカウトは万永貴司。同会議ではセガサミーのチームメイトである宮﨑敏郎も同球団からの6巡目指名を受けて入団している。

### DeNA時代
2013年には、イースタン・リーグ公式戦105試合に出場。打率は.230ながら、8本塁打、37打点を記録した。また、9月下旬からは一軍に昇格。同月30日の対東京ヤクルトスワローズ戦（神宮球場）では、6回表に代打に起用されると、村中恭兵から二塁打を放って一軍初安打を記録した。
2014年には、一軍公式戦への出場機会はなく、2015年には、9月12日の対読売ジャイアンツ戦（東京ドーム）で、代打として自身2年振りの一軍戦出場を果たした。しかし、ハーフスイングながら三振に倒れると、翌13日に出場選手登録を抹消。抹消後も一軍復帰を果たせないまま、10月4日に球団から戦力外通告を受けた。

### DeNA退団後
現役続行を模索したが、2015年11月10日開催の12球団合同トライアウト（草薙球場）に参加しなかった。
2016年からは、社会人時代の古巣・セガサミーへ4年ぶりに復帰。2018年シーズンをもって現役を引退した。
2019年6月、神奈川県川崎市内にマッサージサロンをオープン。また2020年1月から横浜DeNAベイスターズベースボールスクールでコーチを務め、子供たちへの野球指導を行っている。

## 選手としての特徴・人物
恵まれた体格で身体能力が高く、パンチ力のある打撃に加え50メートル走6秒0の俊足を活かした俊敏な守備にも定評があり、本人は遠投115メートルの強肩に自信を持っている。
好きな言葉は「気合」。大柄な体格や強面の風貌から、DeNA時代には、チームメイトや球団関係者にハマのチンピラと呼ばれていた。もっとも、赤堀自身の弁によれば、性格は素朴であるという。

## 詳細情報

### 年度別打撃成績
| 年 度     | 球 団     | 試 合 | 打 席 | 打 数 | 得 点 | 安 打 | 二 塁 打 | 三 塁 打 | 本 塁 打 | 塁 打 | 打 点 | 盗 塁 | 盗 塁 死 | 犠 打 | 犠 飛 | 四 球 | 敬 遠 | 死 球 | 三 振 | 併 殺 打 | 打 率 | 出 塁 率 | 長 打 率 | O P S |
| --------- | --------- | ----- | ----- | ----- | ----- | ----- | -------- | -------- | -------- | ----- | ----- | ----- | -------- | ----- | ----- | ----- | ----- | ----- | ----- | -------- | ----- | -------- | -------- | ----- |
| 2013      | DeNA      | 5     | 8     | 7     | 0     | 1     | 1        | 0        | 0        | 2     | 1     | 0     | 0        | 0     | 1     | 0     | 0     | 0     | 2     | 0        | .143  | .125     | .286     | .429  |
| 2015      | DeNA      | 1     | 1     | 1     | 0     | 0     | 0        | 0        | 0        | 0     | 0     | 0     | 0        | 0     | 0     | 0     | 0     | 0     | 1     | 0        | .000  | .000     | .000     | .000  |
| 通算：2年 | 通算：2年 | 6     | 9     | 8     | 0     | 1     | 1        | 0        | 0        | 2     | 1     | 0     | 0        | 0     | 1     | 0     | 0     | 0     | 3     | 0        | .125  | .111     | .250     | .361  |

### 年度別守備成績
| 年 度 | 外野 | 外野 | 外野 | 外野 | 外野 | 外野   |
| 年 度 | 試合 | 刺殺 | 補殺 | 失策 | 併殺 | 守備率 |
| ----- | ---- | ---- | ---- | ---- | ---- | ------ |
| 2013  | 4    | 4    | 0    | 0    | 0    | 1.000  |
| 通算  | 4    | 4    | 0    | 0    | 0    | 1.000  |

### 記録
- 初出場：2013年9月28日、対読売ジャイアンツ24回戦（横浜スタジアム）、7回表に多村仁志に代わり左翼手の守備で出場 [要出典]
- 初打席：同上、8回裏に高木京介から空振り三振 [11]
- 初安打：2013年9月30日、対東京ヤクルトスワローズ24回戦（明治神宮野球場）、6回表に土屋健二の代打として出場、村中恭兵から左越二塁打[5]
- 初先発出場：2013年10月8日、対阪神タイガース24回戦（横浜スタジアム）、6番・左翼手で先発出場[要出典]
- 初打点：同上、4回裏にジェイソン・スタンリッジから左犠飛[12]

### 背番号
- 31 （2013年 - 2015年）